# Rodelen op de Olympische Winterspelen 1980
Rodelen is een van de sporten die beoefend werden tijdens de Olympische Winterspelen 1980 in Lake Placid.

## Heren
| rang   | sporter(s)          | land | tijd     |
| ------ | ------------------- | ---- | -------- |
| Goud   | Bernhard Glass      | GDR  | 2:54.796 |
| Zilver | Paul Hildgartner    | ITA  | 2:55.372 |
| Brons  | Anton Winkler       | FRG  | 2:56.545 |
| 4      | Dettlef Günther     | GDR  | 2:57.163 |
| 5      | Gerhard Sandbichler | AUT  | 2:57.451 |
| 6      | Franz Wilhelmer     | AUT  | 2:57.483 |
| 7      | Gerd Böhmer         | FRG  | 2:57.769 |
| 8      | Anton Wembacher     | FRG  | 2:58.012 |

## Dames
| rang   | sporter(s)           | land | tijd     |
| ------ | -------------------- | ---- | -------- |
| Goud   | Vera Sosoelja        | URS  | 2:36.537 |
| Zilver | Melitta Sollmann     | GDR  | 2:37.657 |
| Brons  | Ingrida Amantova     | URS  | 2:37.817 |
| 4      | Elisabeth Demleitner | FRG  | 2:37.918 |
| 5      | Ilona Brand          | GDR  | 2:38.115 |
| 6      | Margit Schumann      | GDR  | 2:38.255 |
| 7      | Angelika Schafferer  | AUT  | 2:38.935 |
| 8      | Astra Ribena         | URS  | 2:39.011 |

## Dubbel
| rang   | sporter(s)                      | land | tijd     |
| ------ | ------------------------------- | ---- | -------- |
| Goud   | Hans Rinn Norbert Hahn          | GDR  | 1:19.331 |
| Zilver | Peter Gschnitzer Karl Brunner   | ITA  | 1:19.606 |
| Brons  | Georg Fluckinger Karl Schrott   | AUT  | 1:19.795 |
| 4      | Bernd Hahn Ulrich Hahn          | GDR  | 1:19.914 |
| 5      | Hansjörg Raffl Alfred Silginer  | ITA  | 1:19.976 |
| 6      | Anton Winkler Anton Wembacher   | FRG  | 1:20.012 |
| 7      | Hans Brandner Balthasar Schwarm | FRG  | 1:20.063 |
| 8      | Jindřich Zeman Vladimír Resl    | TCH  | 1:20.142 |

## Medaillespiegel
| rang | land                     | goud | zilver | brons | totaal |
| ---- | ------------------------ | ---- | ------ | ----- | ------ |
| 1    | DDR                      | 2    | 1      | 0     | 3      |
| 2    | Sovjet-Unie              | 1    | 0      | 1     | 2      |
| 3    | Italië                   | 0    | 2      | 0     | 2      |
| 4    | Oostenrijk               | 0    | 0      | 1     | 1      |
| 4    | Bondsrepubliek Duitsland | 0    | 0      | 1     | 1      |
|      |                          | 3    | 3      | 3     | 9      |